# Matthew Sadler
Matthew Sadler (nascut el 5 de maig de 1974) és un jugador i escriptor d'escacs anglès, que té el títol de Gran Mestre des de 1993.
A la llista d'Elo de la FIDE de l'agost de 2015, hi tenia un Elo de 2694 punts, cosa que en feia el jugador número 2 (en actiu) d'Anglaterra, i el 42è millor jugador al rànquing mundial. El seu màxim Elo va ser de 2694 punts, a la llista de març de 2020.

## Resultats destacats en competició
El 1991 guanyà l'Obert de Cappelle-la-Grande, ex aequo amb Anatoli Vaisser.
Sadler va guanyar el Campionat d'escacs de la Gran Bretanya el 1995 a l'edat de 21 anys i va tornar a guanyar-lo el 1997 (ex aequo amb Michael Adams). Sadler representà Anglaterra a l'Olimpíada d'escacs de 1996, amb un resultat de 10½/13, guanyant una medalla d'or com a millor puntuació en el quart tauler (Anglaterra va acabar quarta), també va jugar a l'Olimpíada de 1998, puntuant 7½/12. Va fer 7/9 (i va obtenir la medalla d'argent per la seva actuació individual) en el quart tauler d'Anglaterra al Campionat d'Europa d'escacs per equips a Pula (Croàcia) el 1997. La seva va ser la millor puntuació individual dels cinc components de l'equip anglès, i va ajudar a guanyar la medalla d'or per equips en un gran esdeveniment absolut per primera vegada en la història dels escacs d'Anglaterra. El nadal de 1997 va vèncer en la 73a edició del Congrés de Hastings.
Es va pronosticar que podria arribar al nivell de joc dels principals jugadors anglesos com Michael Adams i Nigel Short, però va prendre la decisió de deixar els escacs professionals, optant per una carrera en Tecnologies de la Informació als Països Baixos.
Actualment resident a Amersfoort, als Països Baixos, en Sadler ha tornat a jugar el 2010, participant en un torneig de partides ràpides a la rodalia de Wageningen. Va guanyar el torneig amb la màxima puntuació de 7/7, per davant dels forts GMs Jan Timman, Friso Nijboer i Daniel Fridman.
L'agost de 2015 fou campió de l'Obert de Viena en la modalitat llampec amb un perfecte 11 punts d'11 partides, guanyant totes les partides amb una performance de 3156.

## Escriptor i periodista d'escacs
Durant molts anys, va ser revisor de llibres per a la revista New in Chess i també ha escrit llibres i articles per a altres revistes d'escacs. El 2000, el seu llibre gambit de dama refusat (publicat per Everyman) va ser premiat com a llibre de l'any per la Federació Britànica d'Escacs.